# پرچم آفریقای جنوبی
پرچم آفریقای جنوبی برای اولین بار در ۲۷ آوریل ۱۹۹۴ به رسمیت شناخته شد. به‌عنوان پرچم غیرنظامی و پرچم استان شناخته می‌شود و همچنین دارای تناسب ۲:۳ می‌باشد.

## نگارخانه

پرچم آفریقای جنوبی (۱۹۲۸-۱۹۹۴)